# Inside
Inside (укр. Всередині) — комп'ютерна гра в жанрі платформера з елементами головоломки, розроблена і видана незалежною данською студією Playdead для платформ Xbox One, Playstation 4 і PC у 2016 році. Inside є ідейним спадкоємцем Limbo (2010), попередньої гри Playdead Studios, і містить схожий ігровий процес і візуальний ряд. Дія гри розгортається в постапокаліптичному світі; гравець управляє безіменним хлопчиком і повинен уникати небезпек і долати різні перешкоди, щоб просунутися далі. Inside не містить діалогів або передісторії того, що відбувається на екрані, її сюжет залишає свободу для інтерпретації. Гра отримала безліч позитивних відгуків і нагород за незвичайну ігрову атмосферу і музичний супровід.

## Ігровий процес
Inside поєднує в собі елементи платформера і головоломки; це сайд-скролер, в якому рух відбувається в одній площині, а гравець спостерігає за тим, що відбувається збоку. Головний герой гри — безіменний і беззбройний хлопчик — який протягом гри повинен уникати різних небезпек, і зокрема, не повинен дати ворогам себе зловити або вбити. Якщо відбувається зворотне, гра демонструє лякаючу анімаційну загибель героя. Однією з ключових механік в грі є управління на відстані млявими тілами інших людей — наприклад, деякі головоломки потрібно вирішити, переміщаючи відразу групу таких персонажів. Ця механіка, нагадує геймплей платформера The Swapper, вписана в світ і розповідь гри і змушує самого гравця ставити під сумнів моральність його дій.

## Сюжет
На початку гри маленький безіменний хлопчик пробирається крізь лісову гущу, тікаючи від озброєних людей і собак. Вибравшись з лісу, хлопчик потрапляє на ферму, де знаходить мертвих свиней, в тушах яких копаються дивні черв'яки. Він також бачить людей. які дивно поводяться, вони нагадують зомбі; люди, які раніше переслідували хлопчика, вантажать їх на автомобілі і відвозять. Хлопчик знаходить шолом, який дозволяє йому управляти «зомбі» на околицях. Минувши ферму, хлопчик потрапляє в місто, по якому під наглядом охоронців з собаками рухаються колони «зомбі». У якийсь момент хлопчик і сам випадково потрапляє в одну з колон і змушений прикидатися одним з тих бездумно маршируючих «зомбі». Тікаючи від переслідування, хлопчик потрапляє на гігантську, частково затоплену фабрику; головоломки в цій частині гри вимагають від гравця управляти зростаючою групою робітників «зомбі», які покірно слідуюють за хлопчиком.
У затопленій частині фабрики хлопчик на деякий час заволодіває батискафом для підводних занурень і наштовхується на дивну істоту, яка живе у воді і нагадує жінку з довгим волоссям. Істота, по всій видимості, налаштована агресивно і намагається тягнути хлопчика на дно. Пізніше це дійсно відбувається — хлопчик захлинається, однак таємнича істота прикріплює до хлопчика якийсь пристрій на кабелі. Завдяки цій процедурі герой оживає і отримує можливість нескінченно перебувати під водою і контролювати «зомбі» без спеціального шолома.
Покинувши затоплені підземелля, хлопчик вибирається в лабораторію, в якій вчені проводять дивні експерименти над «зомбі». В кінці шляху хлопчик потрапляє в велику камеру, заповнену водою, в центрі якої знаходиться величезна істота, отримана внаслідок зрощення великої кількості людей: з біомаси стирчать руки і ноги. Коли хлопчик намагається відключити від неї кабелі, біомаса оживає і буквально поглинає хлопчика, приєднуючи його до себе — в подальшому гравець управляє цією істотою. Розламавши оглядове скло контейнера, біомаса виривається в офісні приміщення, ламаючи все на своєму шляху. У той час як одні вчені в паніці тікають, інші, як здається, допомагають суті вибратися. В остаточному підсумку істота пробиває стіну лабораторії, скочується по зарослому лісом схилу і зупиняється на березі моря, припинивши рух. На цьому гра закінчується.
Якщо гравець протягом гри виявить і вимкне 14 захованих «сфер» з підключеними дротами, відкриється секретна кінцівка — якщо всі сфери відключені і хлопчик ще не був поглинений біомасою, він зможе знайти на кукурудзяному полі, недалеко від початку шляху, захований бункер. У бункері знаходиться шолом для керування розумом і кілька комп'ютерних моніторів, а також кабель живлення. Коли хлопчик висмикує цей кабель, обладнання вимикається, і сам хлопчик теж мляво осідає на підлогу в тій же позі, що і решта без управління «зомбі».

### Інтерпретація сюжету
Сюжет протягом всієї гри прямо ніяк не пояснюється, що породило безліч припущень і теорій, які намагаються пояснити те, що відбувається на екрані. Так само, як і в разі Limbo (2010), попередньої гри Playdead, розробники відмовилися давати пояснення. Багато теорій припускають, що герой гри сам є керованим на відстані «зомбі», яким керує хтось інший — будь то згусток біомаси, який намагається таким чином звільнитися, один з учених або якась бунтівна сила в особі самого гравця. Назва гри Inside (укр. «Всередині») може мати різні тлумачення: хлопчик в кінці гри знаходиться всередині біомаси, біомаса протягом гри знаходиться всередині камери, куди прагне герой, хлопчик управляє іншими людьми, перебуваючи «всередині» їх голови, і сам гравець знаходиться «всередині» гри — як оператор, керуючий хлопчиком.
«Секретна кінцівка», в якій хлопчик відключає машину і «вмирає», породила припущення про те, що гра є свого роду приквелом Limbo — не будучи ні живим, ні мертвим, герой потрапляє не в рай і не в пекло, але в лімб, де відбувається дія Limbo. Згідно з іншою теорією в секретній кінцівці відбувається подолання «четвертої стіни» — висмикуючи кабель, герой «зомбі» відключає від гри самого гравця, який раніше керував персонажем.

## Розробка гри

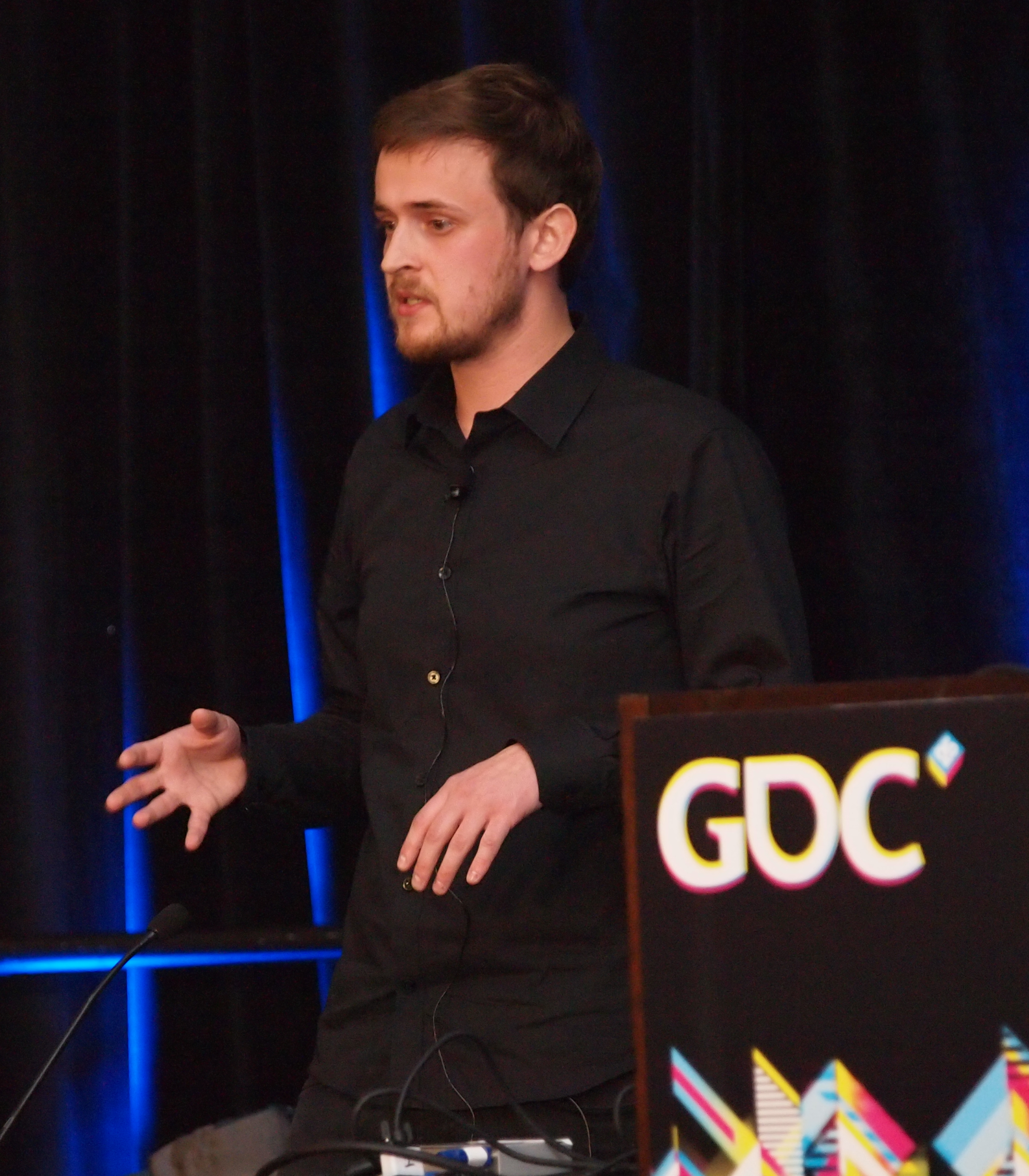
Йеппе Карлсен — головний розробник гри.

У 2010 році студія Playdead випустила свою першу гру Limbo — цей проєкт виявився надзвичайно успішним, отримавши безліч нагород і похвал ігрової преси; всього було продано більше мільйона копій гри. Через кілька місяців після виходу Limbo студія взялася за розробку другої гри під робочою назвою Project 2 (з англ. — «Проєкт 2»)  [Архівовано 3 серпня 2012 у Wayback Machine.]. Студія використовувала при створенні Inside деякі напрацювання, що залишилися з часів розробки Limbo. Розробка гри частково була профінансована за рахунок гранту від Данського інституту кінематографії (англ.) у 2012 році інститут в рамках програми Play Scheme$ виділив на створення гри 1 мільйон доларів США. На сайті інституту профінансований проєкт описувався як «кольоровий 2,5D-платформер, що розповідає історію про битву хлопчика зі злими силами, які намагаються захопити світ через сумнівні експерименти з людськими тілами».
У той час як Limbo була побудована на власному рушії, розробленому всередині студії спеціально для гри, для Inside Playdead воліла використовувати Unity: старий движок від Limbo був призначений для роботи з двомірною чорно-білої грою, тоді як нова гра повинна була використовувати кольорову тривимірну графіку. Розробка ще одного власного рушія була б занадто трудомісткою і забирала б час і сили, які можна було б витратити на саму гру. Студія, однак, розробила для Unity 5 власну надбудову для рендеринга, що дозволяє здійснювати згладжування картинки за технологією «тимчасової репроєкції» (англ. Temporal reprojection) — ця технологія надала тому, що відбувається на екрані в Inside характерний вигляд. У 2016 році студія опублікувала початковий код надбудови у відкритому доступі через GitHub.
У 2011 році глава Playdead Діно Патті в інтерв'ю для сайту Eurogamer говорив, що гра повинна стати ще більш «божевільною» та «дивною», ніж Limbo; студія прагнула повної незалежності, і всі остаточні творчі рішення в ході розробки приймав Арнт Йенсен, керівник розробки гри і партнер Патті по бізнесу. Керівництво студії утримувалося від ранніх анонсів і демонстрації геймплея, оскільки розраховувало на довгий термін розробки і не бажало вимотувати колектив. Вперше гра була анонсована на прес-конференції Microsoft протягом E3 2014. До цього розробники стверджували, що гру планується випустити для платформ, не від Microsoft, таких як PlayStation 3 і macOS. Розробники навмисне нічого не говорили про розробку для платформ від Microsoft. Перша робоча демоверсія гри була надана до заходів Penny Arcade Expo у серпні 2015.
Вихід гри був анонсований на E3 2016.
Креативний директор студії Playdead заявив про плани перенести гру на Nintendo Switch і iOS.

## Відгуки та нагороди
Inside отримала премію BAFTA в області ігор 2017 року номінаціях «Artistic Achievement», «Game Design», «Narrative» і «Original Property».
| Рік  | Нагорода                       | Категорія                       | Результат |
| ---- | ------------------------------ | ------------------------------- | --------- |
| 2016 | Game Critics Awards 2016       | Best Independent Game           | Перемога  |
| 2016 | Golden Joystick Awards 2016    | Best Original Game              | Номінація |
| 2016 | Golden Joystick Awards 2016    | Best Visual Design              | Номінація |
| 2016 | Golden Joystick Awards 2016    | Best Audio                      | Номінація |
| 2016 | Golden Joystick Awards 2016    | Best Indie Game                 | Номінація |
| 2016 | Golden Joystick Awards 2016    | Best Gaming Moment (The Ending) | Номінація |
| 2016 | Golden Joystick Awards 2016    | Game of the Year                | Номінація |
| 2016 | Golden Joystick Awards 2016    | Xbox Game of the Year           | Номінація |
| 2016 | The Game Awards 2016           | Game of the Year                | Номінація |
| 2016 | The Game Awards 2016           | Best Narrative                  | Номінація |
| 2016 | The Game Awards 2016           | Best Art Direction              | Перемога  |
| 2016 | The Game Awards 2016           | Best Music/Sound Design         | Номінація |
| 2016 | The Game Awards 2016           | Best Independent Game           | Перемога  |
| 2016 | Unity Awards 2016              | Golden Cube                     | Перемога  |
| 2016 | Unity Awards 2016              | Best Desktop/Console Game       | Перемога  |
| 2016 | Головні ігри 2016 на Ігроманії | Пригода року                    | Перемога  |